# Fugueuse
Pour l’article homonyme, voir Fugueuses (film).
Fugueuse est un téléroman québécois en vingt épisodes de 42 minutes créé par Michelle Allen et diffusé entre le 8 janvier 2018 et le 9 mars 2020 sur le réseau TVA.
En décembre 2018, la chaîne française TF1 achète les droits de diffusion (pour TF1 Séries Films), mais prévoit aussi en faire une adaptation française. Cette adaptation est diffusée à partir du 23 septembre 2021.
Depuis novembre 2023, la première saison de Fugueuse, composée de 10 épisodes, est disponible sur Netflix.

## Synopsis
Fanny Couture, une jeune adolescente de 16 ans, habitant la banlieue de la Rive-Sud de Montréal et qui rêve d'indépendance, projette d'aller à New York avec ses amis. Elle a toutefois de la difficulté à gérer ses dépenses et ses émotions envers sa famille et son copain, Fred.
Un jour, elle rencontre Natacha, qui est en réalité une recruteuse de jeunes filles pour un réseau dirigé par des proxénètes. Natacha, qui comprend bien Fanny, lui propose d'aller à une fête au centre-ville. Lors de cette fugue, elle rencontre Damien Stone (de son vrai nom Antoine Tremblay), son prince charmant qui est entre-temps un musicien.
Damien profite de la naïveté de Fanny pour l'exploiter et faire une somme importante d'argent en la poussant à offrir des services sexuels. Il manipule Fanny en lui disant qu'il a besoin d'argent pour tourner un vidéoclip à Miami. Malgré son viol collectif, elle continue à être fidèle face à son proxénète.
Fanny fera tout pour ce faux projet et s'enfonce ainsi dans l'univers sombre de la prostitution, de la drogue et du trafic d'humains.

## Distribution
- Ludivine Reding : Fanny Couture, le personnage principal
- Jean-François Ruel : Damien Stone / Antoine Tremblay, le copain/proxénète de Fanny
- Lynda Johnson : Mylène, la mère de Fanny
- Claude Legault : Laurent Couture, le père de Fanny
- Danielle Proulx : Manon, grand-mère de Fanny
- Kimberley Laferrière : Natacha Brown, la nouvelle amie de Fanny, la recruteuse
- Iannicko N'Doua-Légaré : Carlo Stevenson, le copain de Natacha, l'autre proxénète
- Ève Lemieux : Joannie, une des copines de Damien
- Camille Felton : Jessica Rivet-De-Souza, amie de Fanny
- Amadou Madani Tall : Fred, l'ex-copain de Fanny, ami de Jessica et Ariane
- Geneviève Rochette : Sylvie Béliveau, la mère d'Ariane
- David Poirier : Mathias Couture, le frère de Fanny
- Mayssa Resendes : Anabel Couture, la sœur cadette de Fanny

Saison 1 seulement
- Stéphane Crête : Olivier, le père d'Ariane
- Charlotte Aubin : Peggy, la belle-mère d'Ariane
- Luka Limoges : Philippe Daigneault, l'ami de Mathias
- Martin Laroche : Mario
- Sandra Dumaresq : Lucie Després
- Frédéric Boudreault : Yohan, le gérant du magasin de vêtements
- Laurence Latreille : Ariane Béliveau-Leduc, l'amie de Fanny (archives saison 2)

Saison 2 seulement
- Jemmy Echaquan Dubé : Daisie Flamand
- Robin L'Houmeau : Yohan Bergeron / Alex
- Marie-France Lambert : Josianne Primeau
- Nicolas Canuel : Jérôme Montagne
- Mathieu Baron : Jim O'Brien
- Kevin Ranély : Karim Yared
- Joseph Martin : Benoît Lahaie
- Jean-Simon Leduc : Christophe
- Marie Bernier : Amélie
- Pascale Drevillon : Maria
- Étienne Courville : Nathan Beaulieu
- Miryam Magri : Michelle Garcia
- Édouard Tremblay-Grenier : Éloi Bédard
- Paul Savoie : Franck Lewinski
- Francis La Haye : Augustin Lewinski
- Évelyne Rompré : Dr Nadine Chartier
- Léa Girard-Nadeau : Aube
- Fabien Dupuis : Yves Desrosiers
- Canouk Newashish : Dan
- Ève Ringuette : Carole
- Mariette Niquay : Séléna
- Jessica Cleary : Magalie Mackenzie

## Fiche technique
- Réalisation : Éric Tessier
- Scénariste : Michelle Allen
- Musique originale : Christian Clermont
- Société de production : Encore Télévision
- Producteurs exécutifs : François Rozon et Vincent Gagné
- Diffuseur : TVA

## Tournage
Le tournage se déroule majoritairement au centre-ville de Montréal. On y retrouve le loft à Damien qui est en réalité un des lofts du Holland Lofts situé sur la rue Sainte-Catherine.
D'autres scènes sont tournées sur la rive-sud de Montréal comme le domicile de la famille Couture se trouverait à Boucherville selon le scénario. Également dans la même municipalité lors de la saison 1, l'école que fréquente Fanny et ses amis est l'école secondaire De Mortagne,, où le tournage a duré une semaine avant la rentrée scolaire. L'autre lieu de tournage aurait été le club d'aviron de Boucherville pour la compétition d'aviron de Mathias mais le tournage a été déplacé vers Montréal dans l'arrondissement Lachine en raison de travaux sur le lieu d'origine.
La deuxième saison, se déroulant quatre ans plus tard, a été produite à l'été 2019 et diffusée depuis janvier 2020. Le sixième épisode se déroule à Manawan, village natal de Daisie.

## Épisodes

### Première saison (2018)
1. Trip de gang
2. Le Jour le plus long
3. Cendrillon
4. L'Irrésistible légèreté
5. Trouble in Paradise
6. Rébellion
7. Bouton panique
8. En manque
9. Payback Time
10. S'en sortir

### Deuxième saison (2020)
Elle est diffusée depuis le 6 janvier 2020.
1. On the road again
2. Tête brulée
3. L'Heure des comptes
4. Le Piège
5. Toucher le fond
6. Retour aux sources
7. Sous le radar
8. Ondes de choc
9. Le Bon Petit Soldat
10. Le Chat et la souris

## Audiences
| № | Première diffusion | Cotes d'écoute  | Cotes d'écoute | Rang semaine |    | №               | Première diffusion | Cotes d'écoute | Cotes d'écoute | Rang semaine |
| - | ------------------ | --------------- | -------------- | ------------ | -- | --------------- | ------------------ | -------------- | -------------- | ------------ |
| 1 | 8 janvier 2018     | en stagnation   | 1 485 000      | 3e           | 6  | 12 février 2018 | en augmentation    | 1 753 000      | 2e             |              |
| 2 | 15 janvier 2018    | en augmentation | 1 491 000      | 3e           | 7  | 19 février 2018 | en augmentation    | 1 778 000      | 2e             |              |
| 3 | 22 janvier 2018    | en diminution   | 1 408 000      | 3e           | 8  | 26 février 2018 | en augmentation    | 1 890 000      | 2e             |              |
| 4 | 29 janvier 2018    | en augmentation | 1 513 000      | 2e           | 9  | 5 mars 2018     | en diminution      | 1 619 000      | 2e             |              |
| 5 | 5 février 2018     | en diminution   | 1 470 000      | 4e           | 10 | 12 mars 2018    | en augmentation    | 1 656 000      | 2e             |              |

## Critique
La série est accueillie avec succès autant chez les médias et le public. Bien qu'il s'agisse de fiction, certaines scènes donnent une impression de réalisme, en abordant les sujets de la prostitution juvénile et du proxénétisme. L'une de ces scènes est un viol collectif, qui a peut-être créé une onde de choc chez les téléspectateurs, sans pour autant nuire à l'audience de l'épisode.

## Récompenses
- Gala Artis :
  - 2018 : Rôle féminin - Séries dramatiques saisonnières : Ludivine Reding[23]
- Prix Gémeaux :
  - 2018 : Meilleur rôle de soutien masculin: série dramatique : Claude Legault
- Zapettes d'Or :
  - 2018 : Meilleur méchant de l'année : Damien, interprété par Jean-François Ruel
  - 2018 : Meilleur espoir de l'année : Ludivine Reding
  - 2018 : Grand prix Ça m'allume : Fugueuse
  - 2020 : Prix spécial du réparateur : Fugueuse - la suite[24]